# Jonthodes callichromoides
Jonthodes callichromoides är en skalbaggsart som beskrevs av Hintz 1919. Jonthodes callichromoides ingår i släktet Jonthodes och familjen långhorningar.
Artens utbredningsområde är Gabon. Inga underarter finns listade i Catalogue of Life.